# Marco Lanna
Pour les articles homonymes, voir Lanna (homonymie).
Marco Lanna  est un footballeur international italien, né le 13 juillet 1968 à Gênes. Il jouait au poste de défenseur.

## Palmarès
- Italie
  - 2 sélections et 0 but avec l'équipe d'Italie entre 1992 et 1994.

- Sampdoria
  - Champion d'Italie en 1991.
  - Vainqueur de la coupe d'Italie en 1988 et 1989.
  - Finaliste de la coupe d'Italie en 1991.
  - Vainqueur de la supercoupe d'Italie en 1991.
  - Finaliste de la supercoupe d'Italie en 1988 et 1989.
  - Vainqueur de la coupe des vainqueurs de coupe en 1990.
  - Finaliste de la coupe des vainqueurs de coupe en 1989.
  - Finaliste de la ligue des champions en 1992.
  - Finaliste de la supercoupe d'Europe en 1990.

- Real Saragosse
  - Vainqueur de la coupe d'Espagne en 2001.